# Vilken vän vi har i Jesus
Vilken vän vi har i Jesus (engelska originaltiteln What a friend we have in Jesus) är en psalm om vänskapen med Jesus, skriven av Joseph Scriven omkring år 1855. Sången översattes redan år 1877 av Erik Nyström till en psalm med titelraden "Tänk, en sådan vän som Jesus", och den har översatts ytterligare flera gånger innan Eva Magnusson år 1984 gjorde den nu allmänt använda översättningen.
Melodi (4/4, Ess-dur) av Charles Crozat Converse används även till Låt din Gud bestämma vägen och till Vägen, sanningen och livet. 

## Publicerad som
- Nr 140 i Sånger till Lammets lof 1877
- Nr 120 i Herde-Rösten 1892 under rubriken "Bön"
- Nr 193 i Svensk söndagsskolsångbok 1908 med titeln "Tänk en sådan vän som Jesus" under rubriken "Guds barns trygghet".
- Nr 396 i Svenska Missionsförbundets sångbok 1920 under rubriken "Bönesånger".
- Nr 467 i Sionstoner 1935 under titeln "Tänk, en sådan vän som Jesus" och under rubriken "Nådens ordning: Trosliv och helgelse".
- Nr 347 i Guds lov 1935 under titeln "Tänk, en sådan vän som Jesus" och under rubriken "Erfarenheter på trons väg".
- Nr 3 i Kristus vandrar bland oss än 1965.
- Nr 261 i Frälsningsarméns sångbok 1968 under rubriken "Det Kristna Livet - Andakt och bön".
- Nr 48 i Den svenska psalmboken 1986, 1986 års Cecilia-psalmbok, Psalmer och sånger 1987, Segertoner 1988 och Frälsningsarméns sångbok 1990 under rubriken "Jesus, vår Herre och broder"
- Nr 452 i Lova Herren 1987 under rubriken "Guds barns trygghet och frid".
- Nr 144 i Sångboken 1998.